# Приуральська сільська рада
Приура́льська сільська рада (рос. Приуральский сельский совет) — сільське поселення у складі Оренбурзького району Оренбурзької області Росії.
Адміністративний центр — селище Приуральський.

## Населення
Населення — 2121 особа (2019; 2102 в 2010, 2218 у 2002).

## Склад
До складу сільської ради входять:
| Населений пункт       | Населення, осіб (2002) | Населення, осіб (2010) |
| --------------------- | ---------------------- | ---------------------- |
| Беленовка, село       | 135                    | 151                    |
| В'язовка, село        | 501                    | 479                    |
| Мирний Путь, селище   | 253                    | 179                    |
| Приуральський, селище | 962                    | 914                    |
| Яровий, селище        | 367                    | 379                    |